# Chaîne de l'Oberhalbstein
La chaîne de l'Oberhalbstein est un massif des Alpes orientales centrales. Il s'élève entre la Suisse (canton des Grisons) et l'Italie (Lombardie). Il tient son nom de la vallée qui borde le massif à l'est.
Il appartient aux Alpes rhétiques.
Le Piz Platta est le point culminant du massif.

## Géographie

### Situation
Le massif se situe au sud-est de la haute-vallée du Rhin et est entouré par la chaîne de Plessur au nord, la chaîne de l'Albula à l'est, la chaîne de la Bernina au sud et les Alpes lépontines à l'ouest.

### Sommets principaux

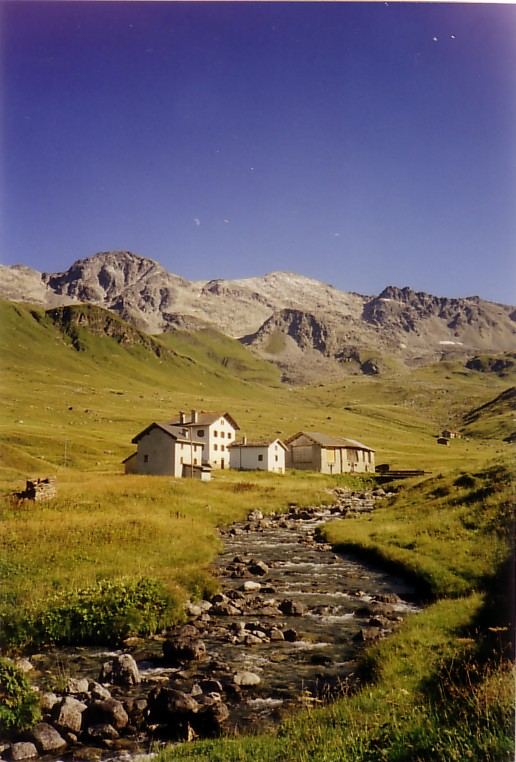
Bivio en direction du col du Settimo dans la chaîne de l'Oberhalbstein

- Piz Platta, 3 392 m
- Piz Forbesch, 3 261 m
- Piz Timun, 3 209 m
- Piz d'Arblatsch, 3 207 m
- Piz Lagrev, 3 165 m
- Mazzaspitz, 3 164 m
- Pizzo Stella, 3 163 m
- Piz Duan, 3 131 m
- Pizzo Galleggione, 3 107 m
- Gletscherhorn, 3 107 m
- Cima di Lago, 3 083 m
- Piz Grisch, 3 062 m
- Usser Wissberg, 3 053 m
- Piz Piot, 3 063 m
- Piz Bles, 3 045 m
- Piz Suretta, 3 027 m
- Tscheischhorn, 3 019 m
- Piz Turba, 3 018 m
- Piz Curvér, 2 972 m

## Activités

### Stations de sports d'hiver
- Madesimo
- Savognin